# 류종수
류종수(柳鍾洙, 1942년 12월 15일 ~ )는 대한민국의 정치인이다. 제14·15대 국회의원이자 민선 3기 강원도 춘천시장이다. 종교는 불교이며, 본관은 고흥.

## 학력
- 발산국민학교 졸업
- 춘천중학교 졸업
- 춘천고등학교 졸업
- 춘천농과대학 임학과 학사
- 강원대학교 경영행정대학원 행정학 석사

## 경력
- 강원도체육회 사무처장
- 대한체육회 이사
- 강원도주택관리사협회 고문
- 대한설비협회 강원도지회 고문
- 춘천시번영회 고문
- 춘천지방행정동우회 고문
- 춘천시정발전동우회 회원
- 1993.08 ~ 1996.05 제14대 국회의원
- 1996.05 ~ 2000.05 제15대 국회의원
- 국회 건설교통위원회 간사
- 국회 예산결산특별위원회 위원
- 한나라당 중앙당 정책위원회 부의장
- 한나라당 중앙당 당무위원
- 2002.07 ~ 2006.06 제32대 강원도 춘천시장
- 강원도시장군수협의회 회장
- 전국시장군수구청장협의회 공동회장
- 선진통일당
- 2014.12 제17대 춘천문화원 원장
- 2015.07 강원도문화원연합회 회장
- 사단법인 대한노인회 자문위원
- 2021.10 ~ 2021.11: 국민의힘 홍준표 제20대 대통령 선거 예비후보 jp희망캠프 고문
- 대한민국 헌정회 감사
- 대한민국헌정회 강원지회장

## 역대 선거 결과
|  | 37.5% |

|  | 37.98% |

|  | 28.12% |

|  | 53.23% |

|  | 36.44% |

|  | 38.17% |

|  | 21.18% |

## 같이 보기
- 춘천시 (1988년 선거구)
- 춘천시의 국회의원
- 춘천시 을
- 춘천시장